# Tiborszállás megállóhely
Tiborszállás megállóhely egy Szabolcs-Szatmár-Bereg vármegyei vasúti megállóhely, Tiborszállás településen, a MÁV üzemeltetésében. A megállóhelyen mozgássérült WC, és kerékpártároló van. A közelében parkoló található. A megállóhely kétvágányos, jegykiadás nincs. 2005-ben a várótermet, az utasvárót és környékét felújították.
A belterület nyugati szélén helyezkedik el, közúti elérését a 49 334-es számú mellékút teszi lehetővé.

## Vasútvonalak
Az állomást az alábbi vasútvonalak érintik:
- Mátészalka–Nagykároly-vasútvonal

## Kapcsolódó állomások
A vasútállomáshoz az alábbi állomások vannak a legközelebb:
- Nagyecsed vasútállomás (Mátészalka vasútállomás, Mátészalka–Nagykároly-vasútvonal)
- Ágerdőmajor megállóhely (Nagykároly vasútállomás, Mátészalka–Nagykároly-vasútvonal)

## Forgalom
| Járat        | Útvonal | Gyakoriság     |
| ------------ | --- | -------------- |
| személyvonat | Tiborszállás – Nagyecsed – Nyírcsaholy – Mátészalka – Ópályi – Nagydobos – Vitka – Vásárosnamény – Kisvarsány – Gyüre – Aranyosapáti – Újkenéz – Tornyospálca – Mándok – Eperjeske alsó – Záhony                                                             | 2-4 óránként   |
| személyvonat | Mátészalka – Nyírcsaholy – Nagyecsed – Tiborszállás | Napi 2 pár     |
| személyvonat | Debrecen – Debrecen-Csapókert – Apafa – Dombostanya – Hajdúsámson – Tamásipuszta – Aradványpuszta – Nyíradony – Nyírmihálydi – Nyírgelse – Nyírbogát – Nyírbátor – Nyírcsászári – Hodász – Nyírmeggyes – Mátészalka – Nyírcsaholy – Nagyecsed – Tiborszállás | Vasárnap 1 pár |